# Tiphobiosis kuscheli
Tiphobiosis kuscheli là một loài Trichoptera trong họ Hydrobiosidae. Chúng phân bố ở miền Australasia.